# Amphipoea interoceanica
Amphipoea interoceanica är en fjärilsart som beskrevs av Smith 1899. Amphipoea interoceanica ingår i släktet Amphipoea och familjen nattflyn. Inga underarter finns listade i Catalogue of Life.